# Evacanthus bellus
Evacanthus bellus är en insektsart som beskrevs av William Lucas Distant 1918. Evacanthus bellus ingår i släktet Evacanthus och familjen dvärgstritar. Inga underarter finns listade i Catalogue of Life.